# 1048 (szám)
Az 1048 (római számmal: MXLVIII) az 1047 és 1049 között található természetes szám.

## A szám a matematikában
A tízes számrendszerbeli 1048-as a kettes számrendszerben 10000011000, a nyolcas számrendszerben 2030, a tizenhatos számrendszerben 418 alakban írható fel.
Az 1048 páros szám, összetett szám. Kanonikus alakja 23 · 1311, normálalakban az 1,048 · 103 szorzattal írható fel. Nyolc osztója van a természetes számok halmazán, ezek növekvő sorrendben: 1, 2, 4, 8, 131, 262, 524 és 1048.
Az 1048 egyetlen szám valódiosztó-összegeként áll elő, ez az 1388.

## Csillagászat
- 1048 Feodosia kisbolygó